# Guilt Machine
Guilt Machine is een project van de Nederlandse muzikant Arjen Anthony Lucassen, stichter van de groepen Star One, Ayreon en Ambeon. Het eerste album van de groep, On This Perfect Day, is uitgegeven in augustus 2009.

## Biografie

### Achtergrond
In februari 2009 kondigde Lucassen op zijn website aan dat hij een project zou starten met de naam "Guilt Machine". De bezetting zou bestaan uit Arjen Lucassen op verschillende instrumenten en achtergrondvocalen, Jasper Steverlinck (Arid) als hoofdzanger, Chris Maitland (ex-Porcupine Tree) op drums en Lori Linstruth (ex-Stream of Passion) op lead guitar.

### Album
Voor het album konden fans hun zelf opgenomen materiaal insturen als deelname aan het project. Het geluidsmateriaal moest ingezonden worden als een kort geluidsfragment in de moedertaal van de deelnemer, vergezeld van een vertaling. Meer dan 200 geluidsfragmenten werden ingestuurd, waarvan er 19 gebruikt werden, in uiteenlopende talen. Het album bevat een 8 minuten durend instrumentaal nummer dat zoveel mogelijk inzendingen gebruikt. Voor het album werd een platencontract gesloten met Mascot Records.
Het album werd uitgebracht in augustus 2009 en in de VS in september. Het bereikte positie 33 in de Album Top 100 op 5 september 2009. Tot in Polen verschenen positieve recensies.

## Discografie
- On This Perfect Day (2009, Mascot Records)

## Bandleden
- Jasper Steverlinck (Arid) - eerste stem
- Arjen Anthony Lucassen (Ayreon/Ambeon/Star One/ex-Stream of Passion) - gitaar, basgitaar, keyboards, verschillende instrumenten, achtergrondzang
- Lori Linstruth (ex-Stream of Passion) - lead guitar
- Chris Maitland (ex-Porcupine Tree) - drums